# Толо, Нуху
Нуху Толо (фр. Nouhou Tolo: /ˈnuːhuː ˈtoʊloʊ/; 23 июня 1997, Дуала, Камерун) — камерунский футболист, защитник клуба «Сиэтл Саундерс» и сборной Камеруна. Участник чемпионата мира 2022 года.

## Клубная карьера

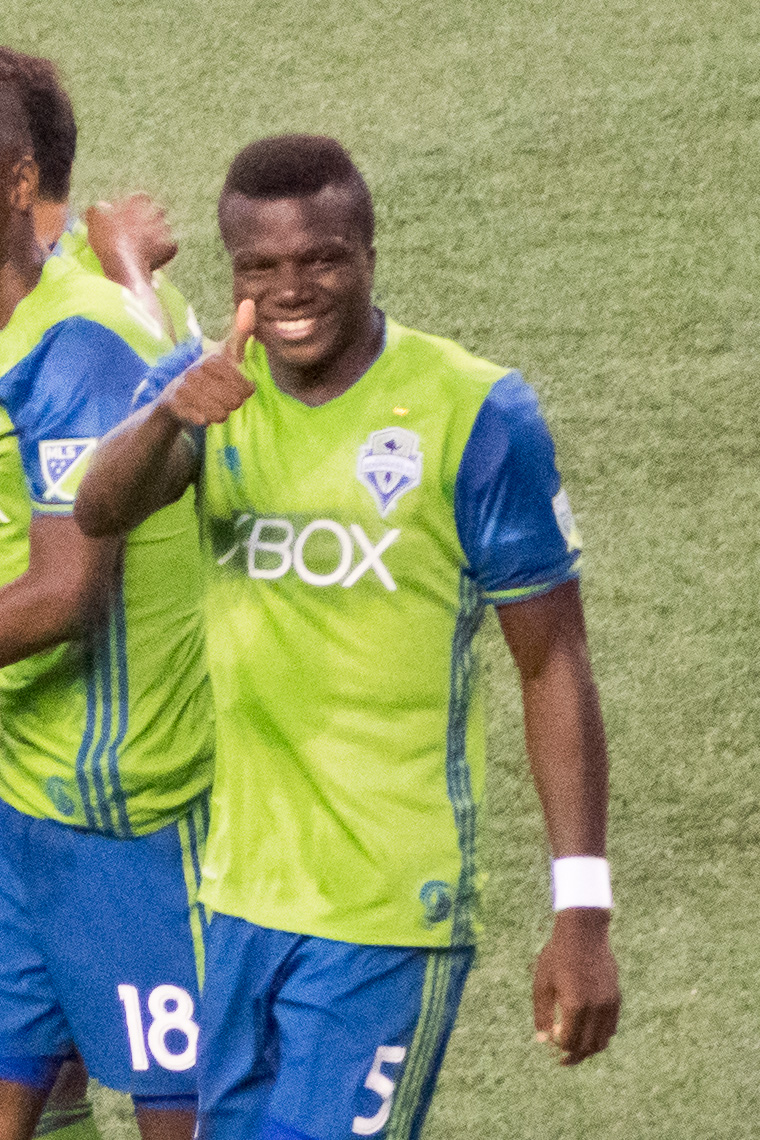
Толо в составе «Сиэтл Саундерс»

Нуху начал карьеру на родине в клубе «Рейнбоу». В 2016 году «Рейнбоу» заблокировал переход Толо в американский клуб «Сиэтл Саундерс» из-за спора по поводу принадлежности его прав, после чего 12 апреля 2016 года он подписал контракт с «Сиэтл Саундерс 2». В USL в сезоне 2016 сыграл 24 матча. 26 января 2017 года Толо подписал контракт с «Сиэтл Саундерс». В MLS он дебютировал 31 мая 2017 года матче против «Коламбус Крю», выйдя на замену во втором тайме. В сезоне 2019 Толо помог клубу выиграть чемпионат. Толо был отобран в число участников Матча всех звёзд MLS 2021, в котором сборная звёзд MLS принимала сборную звёзд Лиги MX. В феврале 2022 года он получил грин-карту и в MLS перестал считаться иностранным игроком. Толо попал в символическую сборную Лиги чемпионов КОНКАКАФ 2022. 4 сентября 2022 года в матче против «Хьюстон Динамо» он забил свой первый гол за «Саундерс». 15 марта 2023 года Толо подписал с «Сиэтл Саундерс» новый трёхлетний контракт с опцией продления на сезон 2026.

## Международная карьера
В 2017 года Толо в составе молодёжной сборной Камеруна принял участие в молодёжном Кубке Африки в Замбии. На турнире он сыграл в матче против команды ЮАР.
11 ноября 2017 года в отборочном матче чемпионата мира 2018 против сборной Замбии Толо дебютировал за сборную Камеруна.
В 2022 году Толо принял участие в Кубке Африки 2021 в Камеруне. На турнире он сыграл в матчах против команд Эфиопии, Кабо-Верде, Комор, Гамбии, Египта и Буркина-Фасо.
В 2022 году Толо включён в состав сборной на чемпионат мира 2022. На турнире он сыграл в матчах против сборных Швейцарии, Сербии и Бразилии.
В 2024 году Толо принял участие в Кубке Африки 2023 в Кот-д’Ивуаре.

## Достижения
Командные
 «Сиэтл Саундерс»
- Чемпион MLS (обладатель Кубка MLS): 2019
- Победитель Лиги чемпионов КОНКАКАФ: 2022

Индивидуальные
- Участник Матча всех звёзд MLS: 2021
- Член символической сборной Лиги чемпионов КОНКАКАФ: 2022